# Eurocopter EC 135
Eurocopter EC 135 (EC 135) je lehký dvoumotorový civilní vrtulník vyráběný společností Eurocopter Group. EC 135 je víceúčelový vrtulník, který je široce rozšířen pro potřeby letecké záchranné služby a policejních sborů. Lze jej také využít jako transportní vrtulník. Je schopen letu podle přístrojů.

## Vývoj

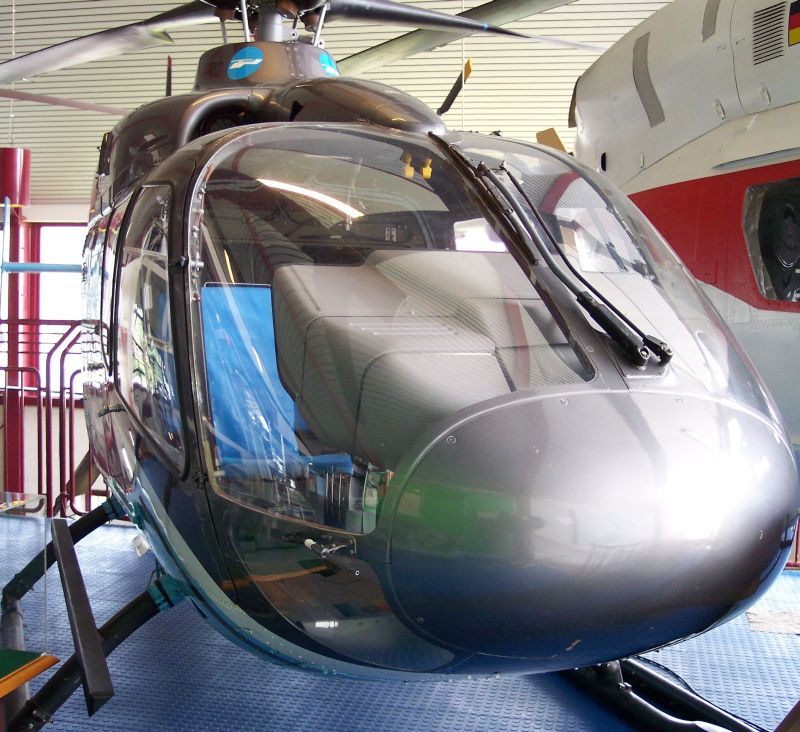
Prototyp BO 108

Za předchůdce dnešních vrtulníků EC 135 lze považovat dva prototypy BO 108, které vyrobila ve druhé polovině 80. let minulého století německá společnost MBB (Messerschmitt-Bölkow-Blohm). První vrtulník vzlétnul 17. října 1988 a byl poháněn dvěma motory Allison 250-C20R. Druhý prototyp vzlétnul 5. června 1991 a byl poháněn motory Turbomeca TM319-1B. Oba stroje měly standardní ocasní rotor. Lety prototypů BO 108 měly demonstrovat nový vývoj dvoumotorových vrtulníků.
Od roku 1992 byl zaváděn fenestron. Jednalo se o nový typ uzavřeného rotoru, který zajišťoval vyšší bezpečnost osádky vrtulníků. Fenestron prosadila společnost Eurocopter, která vznikla v roce 1992 sloučením společností MBB a Aérospatiale. Užívání fenestronu do jisté míry dominovalo vzniku společnosti Eurocopter. Díky vyšší bezpečnosti byl vrtulník oblíbený především u posádek letecké záchranné služby. EC 135 je za posledních 10 let nejprodávanější lehký dvoumotorový vrtulník.
První testovací prototypy EC 135 vzlétly 15. února a 16. dubna 1994. Byly poháněny motory Arrius 2B a PW206B společnosti Pratt & Whitney Canada. Starší a méně výkonné motory, testované na prototypech BO 108, byly pro užití ve vrtulnících EC 135 zavrhnuty. Třetí testovací prototyp vzlétnul 28. listopadu 1994.
V červenci 2011 byl vyroben v pořadí tisící kus EC 135.

## Historie letů
Eurocopter EC 135 byl poprvé oficiálně představen v lednu 1995 na veletrhu Heli-Expo v Las Vegas. Certifikaci pro Evropu získal vrtulník od JAA 16. června 1996, ve Spojených státech byl certifikován Federálním leteckým úřadem 31. července. Dodávky vrtulníků byly zahájeny 1. srpna 1996, když byly dva kusy (označené 0005 a 0006) dodány německé letecké společnosti DRF Luftrettung (tehdy pod názvem Deutsche Rettungsflugwacht). V pořadí 100. vrtulník byl dodán v červnu 1999 bavorské policii. Do roku 1999 nalétaly po celém světě vrtulníky EC 135 více než 30 000 letových hodin. V roce 2008 bylo do různých zemí světa dodáno již více než 650 strojů a nalétáno více než milion letových hodin.

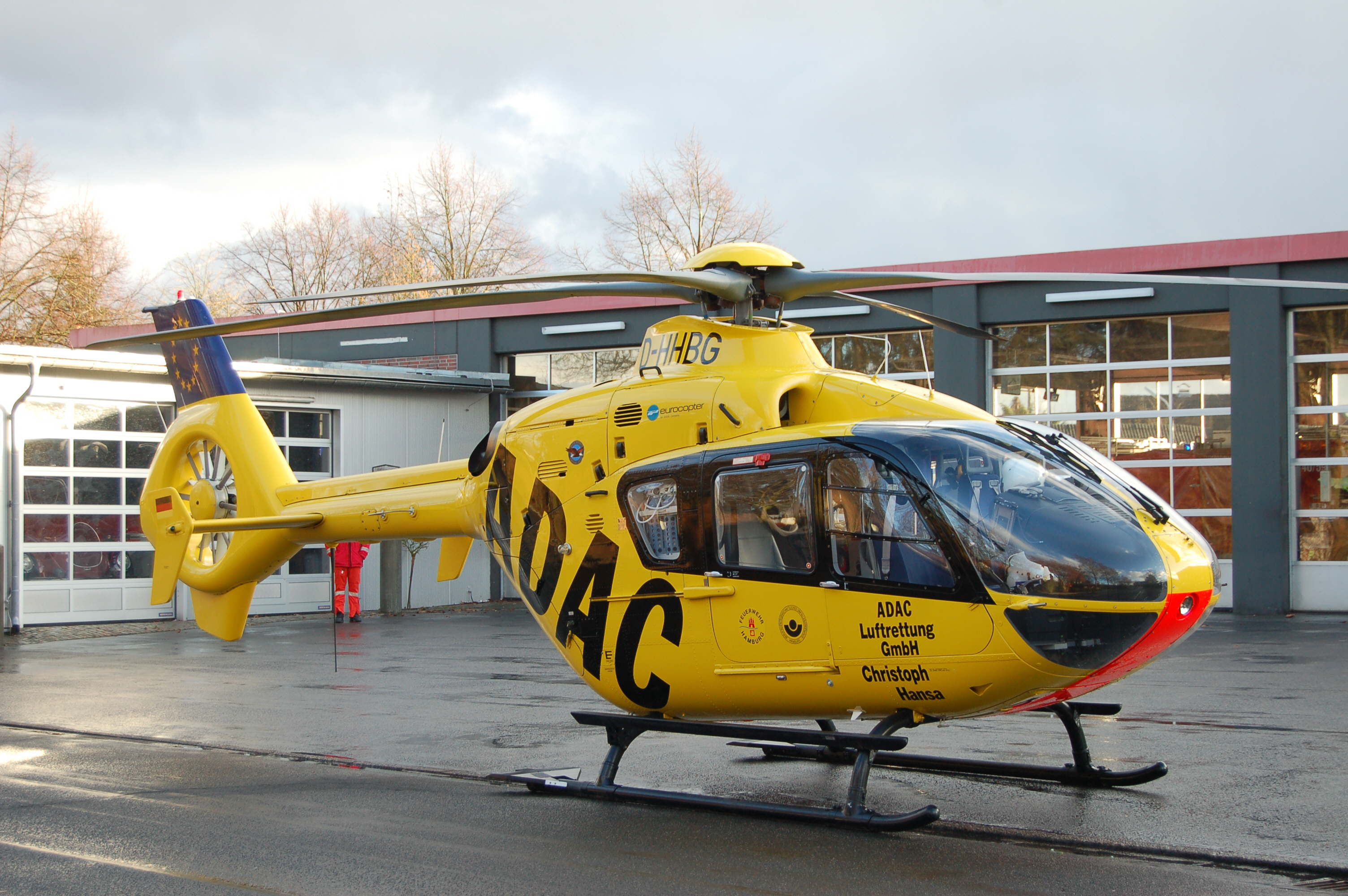
EC 135 T2 jako vrtulník letecké záchranné služby Christoph Hansa v Německu

Během podzimu roku 2000 oznámila společnost Eurocopter certifikační proces vrtulníků EC 135 s novými výkonnějšími motory Pratt & Whitney Canada PW206B2. Nové motory byly inovované verze motorů PW207 a nabízely 30sekundový nouzový zdroj energie. Certifikace bylo dosaženo 10. července 2001 a první stroj s novými motory byl dodán Švédské národní policii 10. srpna 2001.
Nejvíce letových hodin doposud nalétal stroj s imatrikulací G-NESV, jejž provozuje letecká služba policie v Clevelandu. Jednotka sídlí na letišti Durham Tees Valley ve Velké Británii. Vrtulník byl dodán v dubnu 1999 a do roku 2009 nalétal téměř 12 000 letových hodin.
V březnu 2007 v Atlantě byl představen speciální model pro účely VIP s názvem ‘L’Hélicoptère par Hermès. Byl vyvinut ve spolupráci se společností Hermès a nabízí řadu úprav jako je luxusní čtyřmístná kabina, prosklené posuvné příčky a několik vnějších úprav. Zákazníkem je společnost Falcon Aviation Services se sídlem v Abú Dhabí ve Spojených arabských emirátech.

## Varianty

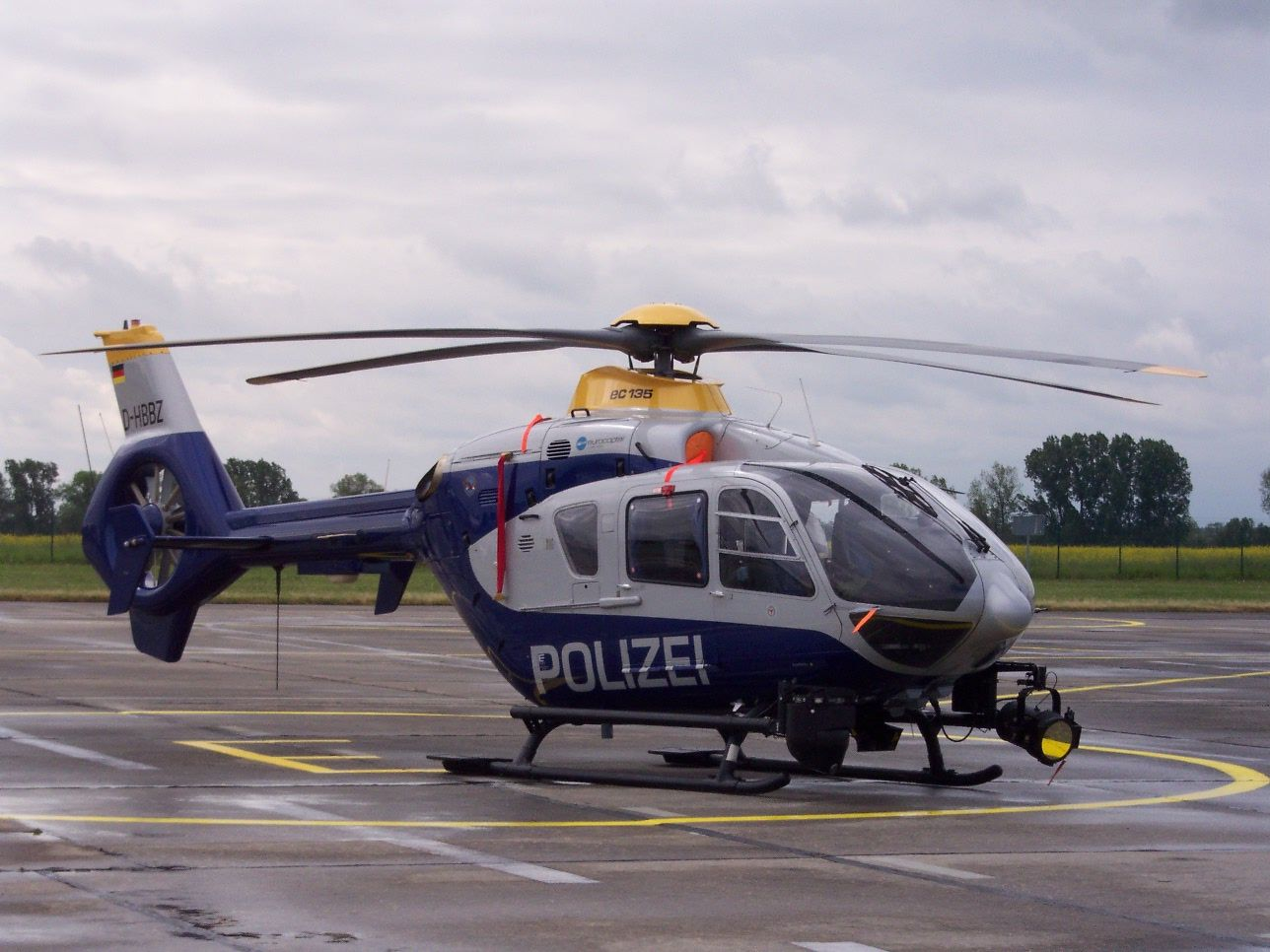
Vrtulník EC 135 P2 německé policie

- EC 135 P1: Stroj je poháněn dvěma motory Pratt & Whitney Canada PW206B o výkonu 463 kW. Vzletová hmotnost činila 2631 kg, později byla zvýšena na 2721 kg a později až na konečných 2835 kg.
- EC 135 T1: Vrtulník je poháněn dvěma motory Turbomeca Arrius 2B1/2B1A/2B1A1 o výkonu 435 kW. Počáteční maximální vzletová hmotnost byla 2631 kg, zvýšená později na 2721 kg a ještě jednou až na 2835 kg.
- EC 135 P2: Stroj je poháněn dvěma motory Pratt & Whitney Canada PW206B o výkonu 463 kW. Starší variantu EC 135 P1 nahrazuje ve výrobě v srpnu 2001.
- EC 135 T2: Vrtulník je poháněn dvěma motory Turbomeca Arrius 2B2 o výkonu 452 kW. Starší variantu EC 135 T1 nahrazuje ve výrobě v srpnu 2002.
- EC 135 P2+: Jedná se o novější verzi EC 135 P2, která je poháněna stejným typem motorů, ale má zvýšen výkon na 498 kW a vzletovou hmotnost na 2 910 kg. Vrtulníky jsou vyráběny v Německu a Španělsku.
- EC 135 T2+: Novější verze EC 135 T2 nabízí zvýšený výkon na 473 kW a vzletovou hmotnost na 2910 kg. Stroje jsou vyráběny v Německu a Španělsku.
- EC 135 P2i: Marketingové označení strojů EC 135 P2+.
- EC 135 T2i: Marketingové označení vrtulníku EC 135 T2+.
- Eurocopter EC 635: Speciální armádní verze užívaná jordánským a švýcarským vojenským letectvem.

## Nehody
- EC 135 P2 společnosti Air Methods Corporation havaroval 10. ledna 2005 poté, co dopravil pacienta do nemocnice ve Washingtonu. Při havárii zemřel pilot a lékař. Zdravotní sestra byla těžce zraněna. Vrak vrtulníku byl vyproštěn z řeky Potomac.[2]
- EC 135 T2+ společnosti Air Methods Corporation havaroval 10. května 2008 poblíž La Crosse ve Wisconsinu. Při havárii zemřel pilot, lékař a zdravotní sestra.[3]
- 14. února 2010 havaroval stroj EC 135 společnosti Services Group of America poblíž Cave Creek v Arizoně. Při havárii zemřelo pět osob.[4]
- 29. listopadu 2013 havaroval policejní stroj EC 135 ve městě Glasgow ve Skotsku. Stroj spadl přímo na místní bar. Při havárii zemřelo 9 osob.[5]
- 14. ledna 2014 havaroval v přibližně 25 km od Osla norský vrtulník letecké záchranné služby EC 135 P2+ registrační značky LN-OON. Při nehodě zahynuli dva členové posádky.[6][7]

## Vrtulníky EC 135 v Česku

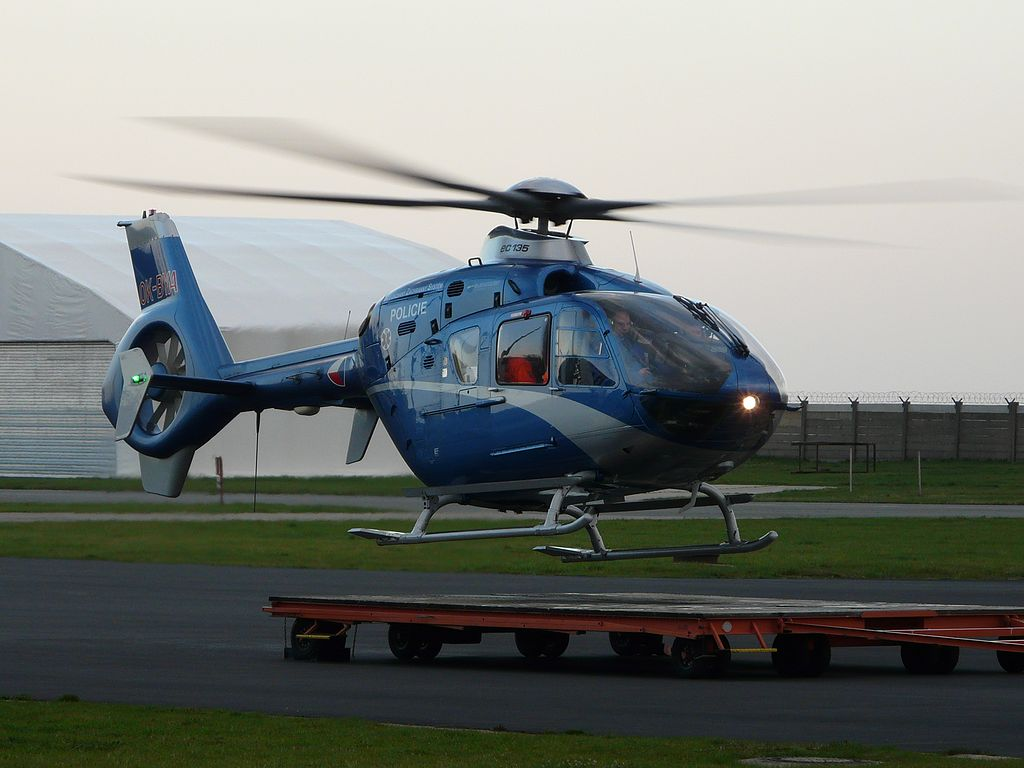
Vrtulník EC 135 T2 s imatrikulací OK-BYA Letecké služby Policie ČR ve zdravotnické konfiguraci

Poprvé se vrtulník EC 135 předváděl v Česku v roce 1997. Jednalo se pouze o ukázkový exemplář. Vrtulník EC 135 T1 (imatrikulace OK-DSA) určený pro ostrý provoz zakoupila v roce 2003 společnost DSA, která jej nasadila pro provoz letecké záchranné služby (LZS). Vrtulník se po příletu představil krátce na všech stanicích LZS, které DSA v roce 2003 provozovala – Kryštof 05 v Ostravě, Kryštof 15 v Ústí nad Labem a Kryštof 18 v Liberci. Poté se vrátil do Ostravy, kde byl trvale nasazen a ve službě nahradil jeden ze starších strojů Eurocopter AS 355. I přesto, že se jednalo o první stroj EC 135 v Česku, byl vrtulník zakoupen z Chile, kde již dříve sloužil pro civilní účely. Nejednalo se tedy o úplně nový stroj.
V roce 2002 vypsalo Ministerstvo vnitra České republiky výběrové řízení na dodávku osmi lehkých strojů pro potřeby Letecké služby Policie ČR. Policie ČR měla v provozu pouze dva lehké stroje typu MBB Bo 105, pět středních strojů Bell 412 a dva těžké vrtulníky Mil Mi-8. Plán počítal s vyřazením starých Mi-8 do konce roku 2003 a počet policejních vrtulníků by se snížil natolik, že by nebyly schopny efektivně pokrýt území státu, Do výběrového řízení se přihlásili tři výrobci:
- Agusta – typ AgustaWestland AW109 (tento typ vrtulníků létá na letecké záchranné službě na Slovensku, ve Švýcarsku a nově (od 1.1.2017) i v Olomouci
- Eurocopter – typ Eurocopter EC 135 (nejrozšířenější lehký vrtulník pro leteckou záchrannou službu i policejní sbory v Evropě)
- McDonnell Douglas – typ McDonnell Douglas MD 902 (je používán především v USA)

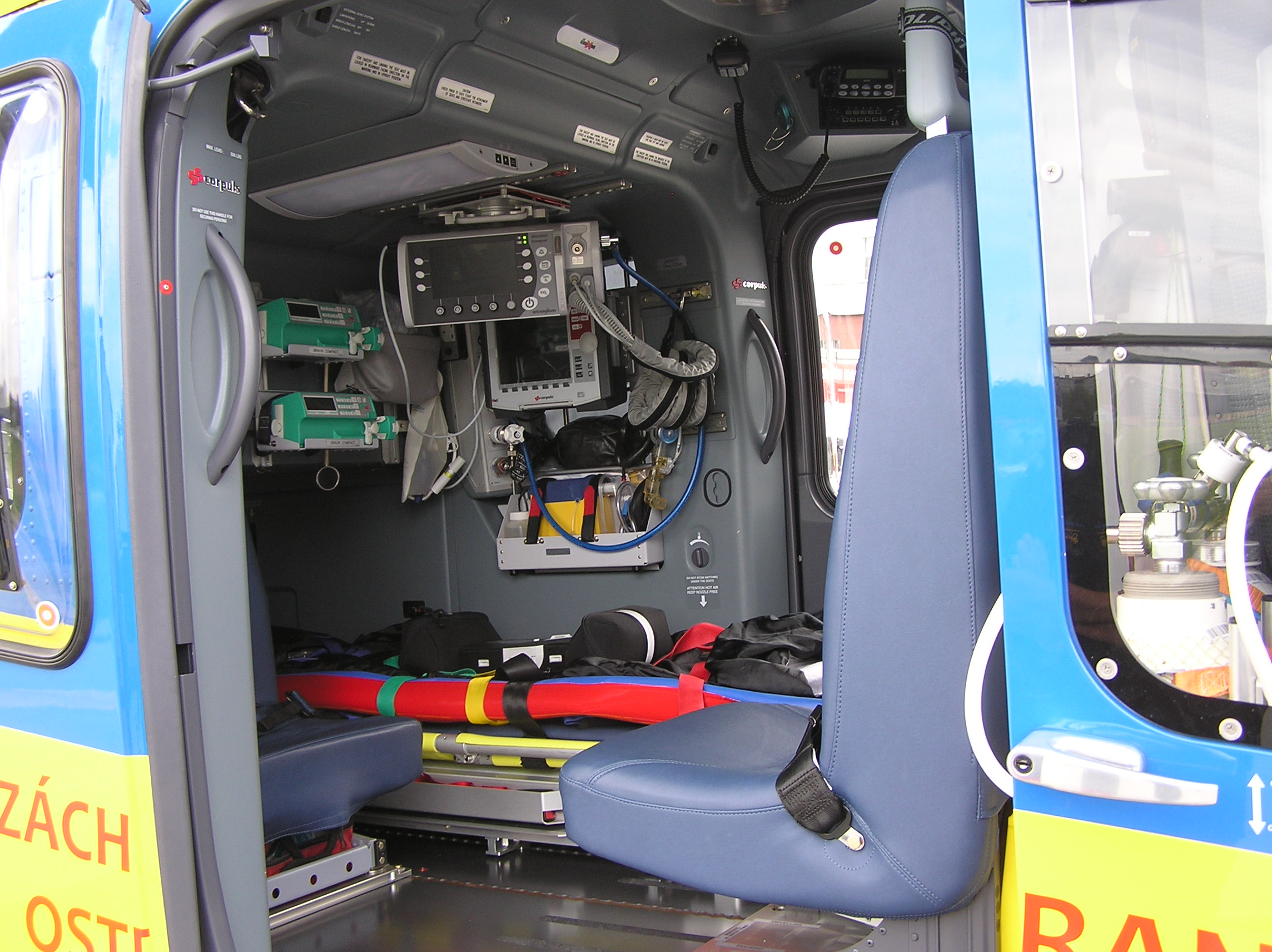
Zdravotnická zástavba vrtulníku EC 135 T2+ s imatrikulací OK-DSE společnosti DSA

Zakázku získala společnost Eurocopter. 22. prosince 2003 byl dodán první (OK-BYA) z osmi strojů. Poslední stroj byl dodán 9. října 2008. První tři dodané vrtulníky (OK-BYA, OK-BYB, OK-BYC) disponují zdravotnickou zástavbou a jsou určeny pro leteckou záchrannou službu. Ostatní vrtulníky jsou určeny pro potřeby Policie ČR (pátrání po pohřešovaných osobách a věcech, monitorování oblastí, přeprava pasažérů).
Letecká služba Policie ČR původně plánovala odprodej jednoho z vrtulníků ve zdravotnické zástavbě – tak vysoký počet již nebyl potřebný, stanice LZS Kryštof 04 v Brně a Kryštof 06 v Hradci Králové převzali soukromí provozovatelé a Policie ČR zajišťovala LZS pouze v Praze. K prodeji nakonec ale nedošlo.
Letecký park společnosti DSA procházel od roku 2003 také postupnou obměnou. Hlavním důvodem byly vrtulníky Eurocopter AS 355, které společnost DSA na svých stanicích provozovala. I přesto, že se jednalo o dvoumotorové vrtulníky, nevyhovovaly normám Evropské unie. V listopadu a prosinci 2005 byly dodány tři stroje EC 135 T2 (OK-DSB, OK-DSC, OK-DSD), které nahradily všechny starší stroje AS 355 i nejstarší EC 135. K 1. lednu 2009 převzala společnost DSA provoz stanice LZS v Hradci Králové, kterou dříve provozovala Policie ČR. 8. července 2009 byl zakoupen pátý stroj EC 135 T2+ (OK-DSE), jež disponuje nejmodernější zdravotnickou zástavbou v Česku. Po představení byl trvale nasazen na stanici LZS do Ostravy.
1. ledna 2009 převzala provoz LZS v Brně společnost Alfa Helicopter, která provozovala do té doby také tři stanice. Ta zajišťovala LZS pomocí vrtulníků Bell 427. Tyto vrtulníky slouží u LZS pouze v Česku. S převzetím stanice v Brně zakoupila společnost Alfa Helicopter nový stroj EC 135 T2+ (OK-NIK). 5. února 2010 došlo k nehodě vrtulníku Bell 427 s imatrikulační značkou OK-AHB, který letěl pro pacienta do Jihlavy. Mezi Horní Olešnou a Panskými Dubenkami vlétnul vrtulník do husté mlhy a z důvodu silného větru došlo ke kontaktu vrtulníku s terénem.
Nikomu z tříčlenné posádky se nic nestalo, nicméně vrtulník se stal provozu neschopný. I z tohoto důvodu byl zakoupen druhý stroj EC 135 T2+ (OK-AHG), který byl trvale nasazen na stanici Kryštof 09 v Olomouci.
2. února 2011 došlo poblíž Slaného k nehodě policejního vrtulníku EC 135 T2 s imatrikulací OK-BYD. Při nehodě nebyl nikdo zraněn, ale vrtulník je poškozen a provozu neschopný.
Jediným provozovatelem v Česku, který využívá vrtulník EC 135 P2+ (OK-LIN) k civilním účelům, je společnost Seznam.cz.

### Seznam vrtulníků EC 135 v Česku

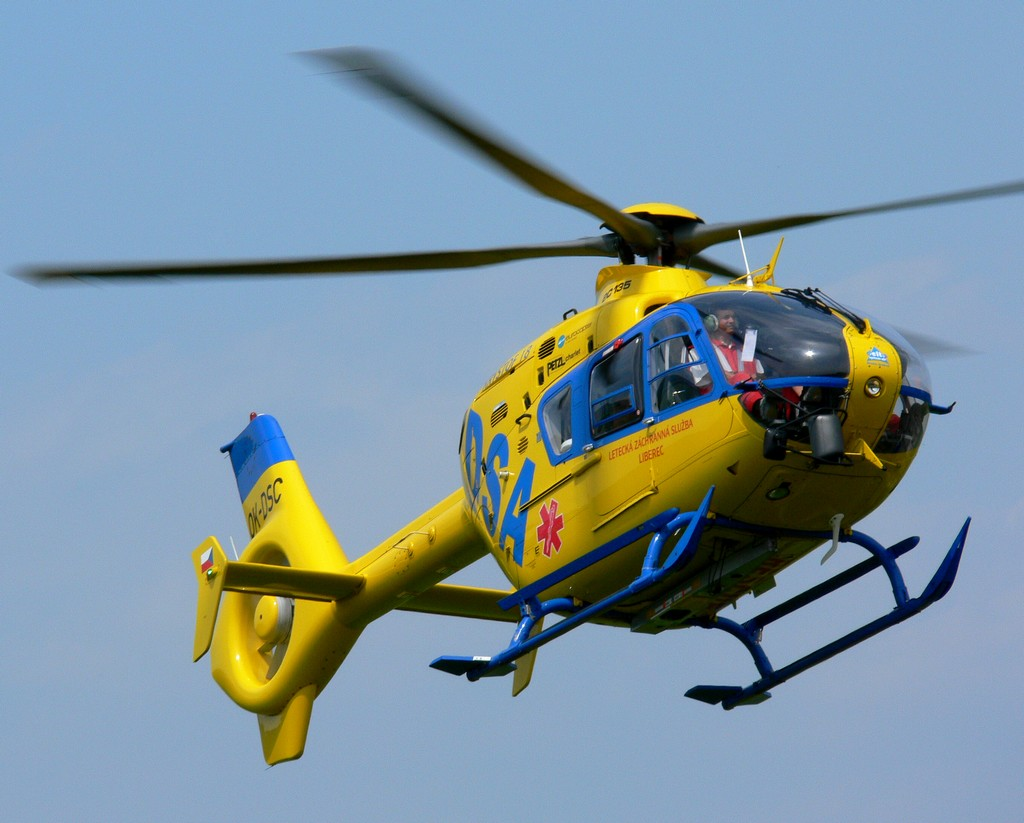
EC 135 T2 jako Kryštof 18 v Libereckém kraji

Aktuální data podle helidat.cz 
| Imatrikulace | Varianta   | Provozovatel              | Užití                    |
| OK-BYA       | EC 135 T2  | Letecká služba Policie ČR | letecká záchranná služba |
| OK-BYB       | EC 135 T2  | Letecká služba Policie ČR | letecká záchranná služba |
| OK-BYC       | EC 135 T2  | Letecká služba Policie ČR | letecká záchranná služba |
| OK-BYD       | EC 135 T2  | Letecká služba Policie ČR | policejní                |
| OK-BYE       | EC 135 T2  | Letecká služba Policie ČR | policejní                |
| OK-BYF       | EC 135 T2  | Letecká služba Policie ČR | policejní i LZS          |
| OK-BYG       | EC 135 T2+ | Letecká služba Policie ČR | policejní                |
| OK-BYH       | EC 135 T2+ | Letecká služba Policie ČR | univerzální              |
| OK-BYI       | EC 135 T3  | Letecká služba Policie ČR | univerzální              |
| OK-DSA       | EC 135 T1  | DSA                       | letecká záchranná služba |
| OK-DSB       | EC 135 T2  | DSA                       | letecká záchranná služba |
| OK-DSC       | EC 135 T2  | DSA                       | letecká záchranná služba |
| OK-DSD       | EC 135 T2  | DSA                       | letecká záchranná služba |
| OK-DSE       | EC 135 T2+ | DSA                       | letecká záchranná služba |
| OK-DSZ       | EC 135 T2  | DSA                       | letecká záchranná služba |
| OK-LJR       | EC 135 T2+ | DSA                       | letecká záchranná služba |
| OK-JIX       | EC 135 T2+ | DSA                       | letecká záchranná služba |
| OK-LIN       | EC 135 P2+ | Seznam.cz                 | civilní/transportní      |
| OK-AVM       | EC 135 P2+ | Helitom s.r.o.            | civilní                  |

## Specifikace

### Technické údaje

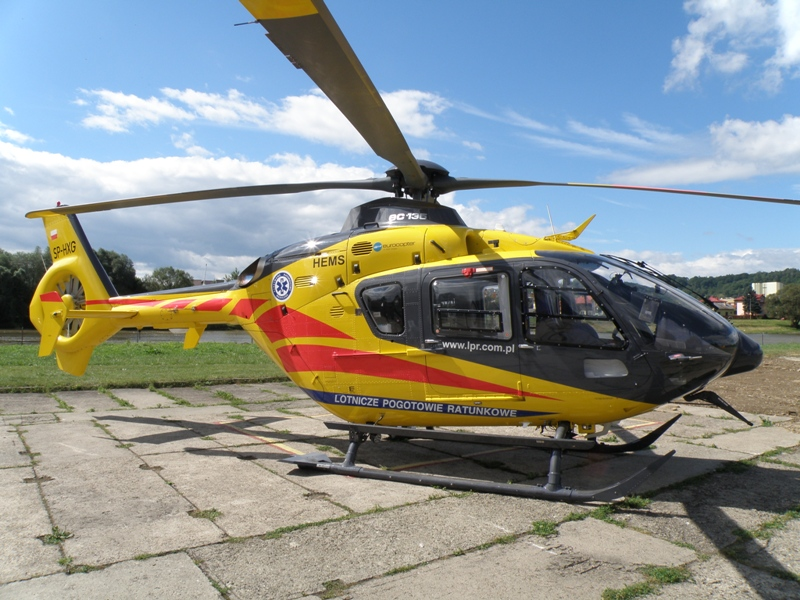
Vrtulník EC 135 T2 Lotnicze Pogotowie Ratunkowe v Polsku

- Posádka: 1 nebo 2 piloti, až 7 pasažérů, případně 2 ležící pacienti a 2 členové zdravotnického personálu (nebo dle konfigurace vybavení 1 pacient, 2× posádka)
- Délka: 12,16 m
- Průměr nosného rotoru: 10,2 m
- Výška: 3,51 m
- Prázdná hmotnost: 1455 kg
- Maximální vzletová hmotnost:  2910 kg
- Pohonná jednotka: 2× turbohřídelový motor Turbomeca Arrius2B (EC 135T), Pratt & Whitney PW206B (EC 135P)
- Výkon pohonných jednotek: 435 kW, 463 kW

### Výkony
- Maximální rychlost: 140 KIAS (259 km/h)
- Dolet: 635 km
- Dostup: 3045 m
- Stoupavost: 7,62 m/s